# Die Erben der 36 Kammern der Shaolin
Die Erben der 36 Kammern der Shaolin (Originaltitel: chinesisch 霹靂十傑 / 霹雳十杰, Pinyin Pīlì Shí Jié, Jyutping Pik1lik6*1 Sap6 Git6, englischer Titel: Disciples of the 36th Chamber) ist ein Hongkong-Martial-Arts-Film aus dem Jahr 1985, produziert von den Shaw Brothers. Regie führte Lau Kar-leung, der auch das Drehbuch schrieb und die Kampfchoreografie übernahm. Der Film ist der dritte Teil einer Trilogie, zu der auch Die 36 Kammern der Shaolin (1978) und Die Rückkehr zu den 36 Kammern der Shaolin (1980) gehören.

## Handlung
Der junge und draufgängerische Fong Sai-Yuk, Sohn einer revolutionären Familie, gerät regelmäßig mit den Behörden der Mandschu-Dynastie aneinander. Seine Mutter schickt ihn ins Shaolin-Kloster, wo er unter dem legendären Mönch San Te in Disziplin und Kung-Fu unterrichtet wird. Doch Fong bringt mit seiner ungestümen Art nicht nur sich, sondern auch die Mönche in Schwierigkeiten, als er den Kampf gegen die Mandschu fortsetzt.

## Besetzung und Synchronisation
Die deutsche Vertonung stammt vom 2005 und wird wie folgt synchronisiert:
| Rolle                             | Darsteller      | Sprecher                  |
| --------------------------------- | --------------- | ------------------------- |
| Fang Shih Yu                      | Hsiao Hou       | Constantin von Jascheroff |
| San Te                            | Gordon Liu      | Björn Schalla             |
| Miao Tsui Hua                     | Lily Li         | Philine Peters-Arnolds    |
| Gouverneur                        | Jason Pai Piao  | Hans-Jürgen Wolf          |
| Mandschu (1. Stimme)              | Lau Kar-leung   | Michael Christian         |
| Mandschu (2. Stimme)              | Lau Kar-leung   | Dirk Müller               |
| Berater des Gouverneurs           | Lam Fai Wong    | Thomas Wolff              |
| Abt Ming Zhi                      | Lin Ke Ming     | Dirk Müller               |
| Abt Zhi Shan                      | Wang Han Chen   | Gerd Holtenau             |
| Chun Mi Lu                        | Tso Yuen Tat    | Dirk Müller               |
| Der Schuldirektor                 | Yang Chih-Ching | Rüdiger Evers             |
| Fang De                           | Ching Miao      | Klaus Sonnenschein        |
| Fang Hsiao Yu                     | Chan Keung      | Timmo Niesner             |
| Fang Mai Yu                       | Mak Wai Cheung  | Matthias Hinze            |
| Gewinner des Mandschu-Wettkampfes | Li King Chu     | Sebastian Schulz          |
| Lehrer                            | Wang Ching Ho   | Hasso Zorn                |
| Lehrer                            | Shen Lao        | Uwe Paulsen               |
| Mandschu                          | Sun Chien       | Michael Bauer             |
| Sha Duo Er                        | Chan Shen       | Joachim Kaps              |
| Shaolin Abt                       | Hsin Hsien      | Michael Bauer             |
| Wachmann des Gouverneurs          | Kei Ho Chiu     | Michael Bauer             |
| Chu Meng                          | N. N.           | Dirk Müller               |
| Lehrer                            | N. N.           | Michael Bauer             |
| Shaolin-Schüler                   | N. N.           | Karlo Hackenberger        |
| Türsteher vor dem Gymnasium       | N. N.           | Sebastian Schulz          |

## Stil und Rezeption
Der Film kombiniert klassische Kampfkunst-Szenen mit humoristischen Elementen und ist ein typisches Beispiel für den Stil von Regisseur Lau Kar-leung. Die Kämpfe sind stilisiert, technisch anspruchsvoll und oft mit einem Augenzwinkern inszeniert. In der deutschen Veröffentlichung wurde der Film als Teil der „Shaw Brothers Classics“-Reihe bekannt.

## Veröffentlichung
Der Film erschien 1985 in Hongkong und wurde später auch international veröffentlicht. In Deutschland wurde er unter dem Titel Die Erben der 36 Kammern der Shaolin auf VHS und später auf DVD veröffentlicht.